# 大阪航空専門学校
大阪航空専門学校（おおさかこうくうせんもんがっこう）は、大阪府堺市西区にある専修学校である。
パイロットや客室乗務員、空港の地上スタッフ、航空整備士等、航空関係職の養成を目的とする。パイロットの実地訓練は神戸空港で行う。
設置者は学校法人ヒラタ学園。同学園が設置する系列校として近畿コンピュータ電子専門学校がある。
また、神戸空港内に「神戸エアセンター」を設けており、訓練等を行うとともに、「航空事業本部」を置き、ドクターヘリ等の運航を手掛けている。

## 沿革
- 1993年 - 大阪府より専修学校としての認可をうけ、設置される
- 2004年 - 国土交通大臣指定航空機整備訓練課程校認定
- 2007年 - 大阪航空技術専門学校から大阪航空専門学校に改称
- 2016年 - 航空整備士学科・エアライン学科・エアポート学科　「職業実践専門課程」に認定

## 課程・学科
- ビジネス専門課程
  - エアライン学科 - 客室乗務員コース、グランドスタッフコース、航空貨物取扱コース
  - エアポート学科 - グランドハンドリングコース
- 航空技術専門課程
  - 航空整備士学科 - 整備訓練コース、整備技術コース
  - パイロット学科 - 固定翼（飛行機）コース、回転翼（ヘリコプタ）コース